# مکتب پیرهونی
مکتب پورُونی یا پیرهونی یا پورُن‌گرایی یکی از مکاتب شک‌گرایی است که با پیرهون یا پورو «Pyrrho of Elis» در قرن سوم پیش از میلاد آغاز می‌شود و توسط انزیدمس (Aenesidemus of Crete) در قرن اول پیش از میلاد توسعه میابد.
این مکتب با هدف دستیابی به آرامش (ataraxia) یا ذهن آسوده، از شک‌گرایی فلسفی دربارهٔ جهان دفاع می‌کند و مدعی می‌شود که درستی هیچ چیزی نمی‌تواند اثبات شود پس ما باید قضاوت کردن را معلق نماییم.